# Gran Premio d'Italia 2002
Il Gran Premio d'Italia 2002 è stato un Gran Premio di Formula 1 disputato il 15 settembre 2002 all'autodromo di Monza. La gara fu vinta da Rubens Barrichello su Ferrari, secondo fu il suo compagno di squadra Michael Schumacher, terzo si piazzò l'ex ferrarista Eddie Irvine su Jaguar.

## Vigilia

### Aspetti sportivi
Alex Yoong riprese il suo posto alla Minardi dopo essere stato sostituito per due gare dal collaudatore Anthony Davidson.

### Aspetti tecnici
Nella terzultima gara stagionale, sulla veloce pista di Monza, le scuderie si concentrarono principalmente sulla ricerca di un assetto con un bassissimo carico aerodinamico che non penalizzasse troppo le vetture nelle violente frenate che caratterizzano il tracciato italiano. Tutte le squadre portarono in pista alettoni posteriori con profili molto ridotti, mentre alcune scuderie, tra le quali Williams e McLaren, introdussero soluzioni inedite anche per quanto riguardava l'alettone anteriore. Diversi motoristi fornirono ai propri team di riferimento delle versioni potenziate dei rispettivi propulsori; si mise in luce la BMW, che dichiarò di aver fatto raggiungere al proprio motore una potenza massima di 900 cavalli a 19000 giri al minuto.

## Prove libere

### Risultati
Nella prima sessione di prove di venerdì i risultati furono i seguenti:
| Pos | No | Pilota             | Costruttore    | Tempo    |
| --- | -- | ------------------ | -------------- | -------- |
| 1   | 1  | Michael Schumacher | Ferrari        | 1'22"869 |
| 2   | 6  | Juan Pablo Montoya | Williams - BMW | 1'23"668 |
| 3   | 5  | Ralf Schumacher    | Williams - BMW | 1'24"115 |

Nella seconda sessione di prove di venerdì i risultati furono i seguenti:
| Pos | No | Pilota             | Costruttore        | Tempo    |
| --- | -- | ------------------ | ------------------ | -------- |
| 1   | 1  | Michael Schumacher | Ferrari            | 1'22"433 |
| 2   | 2  | Rubens Barrichello | Ferrari            | 1'22"658 |
| 3   | 4  | Kimi Räikkönen     | McLaren - Mercedes | 1'23"016 |

Nella sessione di prove di sabato mattina i risultati furono i seguenti:
| Pos | No | Pilota             | Costruttore    | Tempo    |
| --- | -- | ------------------ | -------------- | -------- |
| 1   | 6  | Juan Pablo Montoya | Williams - BMW | 1'21"319 |
| 2   | 1  | Michael Schumacher | Ferrari        | 1'21"328 |
| 3   | 2  | Rubens Barrichello | Ferrari        | 1'21"754 |

## Qualifiche

### Resoconto
Montoya sfruttò la grande potenza del motore BMW da qualifica per conquistare la settima pole position stagionale. Il pilota colombiano effettuò la sua migliore prestazione ad una velocità media di 259,827 km/h, la più alta mai fatta registrare su un giro fino a quel momento: il record precedente, 258,983 km/h di media, era stato fatto segnare da Keke Rosberg nelle prove del Gran Premio di Gran Bretagna 1985, alla guida di una Williams - Honda. Alle spalle di Montoya si piazzarono Michael Schumacher, Ralf Schumacher e Barrichello.
Irvine fece segnare la migliore prestazione stagionale per la Jaguar, conquistando la quinta posizione in griglia davanti alle McLaren di Räikkönen (penalizzato per un incidente con Sato durante le prove libere) e Coulthard ed al compagno di squadra De la Rosa. Le Renault, penalizzate dalla scarsa potenza del propulsore, furono relegate nella seconda parte dello schieramento, con Trulli undicesimo e Button diciassettesimo.

### Risultati
| Pos | No | Pilota               | Costruttore        | Pneumatici | Tempo    | Distacco |
| --- | -- | -------------------- | ------------------ | ---------- | -------- | -------- |
| 1   | 6  | Juan Pablo Montoya   | Williams - BMW     | M          | 1'20"264 |          |
| 2   | 1  | Michael Schumacher   | Ferrari            | B          | 1'20"521 | +0"257   |
| 3   | 5  | Ralf Schumacher      | Williams - BMW     | M          | 1'20"542 | +0"278   |
| 4   | 2  | Rubens Barrichello   | Ferrari            | B          | 1'20"706 | +0"442   |
| 5   | 16 | Eddie Irvine         | Jaguar - Ford      | M          | 1'21"606 | +1"342   |
| 6   | 4  | Kimi Räikkönen       | McLaren - Mercedes | M          | 1'21"712 | +1"448   |
| 7   | 3  | David Coulthard      | McLaren - Mercedes | M          | 1'21"803 | +1"539   |
| 8   | 17 | Pedro de la Rosa     | Jaguar - Ford      | M          | 1'21"960 | +1"696   |
| 9   | 11 | Jacques Villeneuve   | BAR - Honda        | B          | 1'22"126 | +1"862   |
| 10  | 24 | Mika Salo            | Toyota             | M          | 1'22"318 | +2"054   |
| 11  | 14 | Jarno Trulli         | Renault            | M          | 1'22"383 | +2"119   |
| 12  | 9  | Giancarlo Fisichella | Jordan - Honda     | B          | 1'22"515 | +2"251   |
| 13  | 25 | Allan McNish         | Toyota             | M          | 1'22"521 | +2"257   |
| 14  | 8  | Felipe Massa         | Sauber - Petronas  | B          | 1'22"565 | +2"301   |
| 15  | 7  | Nick Heidfeld        | Sauber - Petronas  | B          | 1'22"601 | +2"337   |
| 16  | 12 | Olivier Panis        | BAR - Honda        | B          | 1'22"645 | +2"381   |
| 17  | 15 | Jenson Button        | Renault            | M          | 1'22"714 | +2"450   |
| 18  | 10 | Takuma Satō          | Jordan - Honda     | B          | 1'23"166 | +2"902   |
| 19  | 23 | Mark Webber          | Minardi - Asiatech | M          | 1'23"794 | +3"130   |
| 20  | 22 | Alex Yoong           | Minardi - Asiatech | M          | 1'25"111 | +4"487   |

## Warm up
Nel warm up di domenica mattina i migliori tempi furono i seguenti:
| Pos | No | Pilota             | Costruttore    | Tempo    |
| --- | -- | ------------------ | -------------- | -------- |
| 1   | 5  | Ralf Schumacher    | Williams - BMW | 1'24"480 |
| 2   | 2  | Rubens Barrichello | Ferrari        | 1'24"636 |
| 3   | 6  | Juan Pablo Montoya | Williams - BMW | 1'24"738 |

## Gara

### Resoconto
All'avvio del giro di formazione Trulli ebbe un problema che lo costrinse a partire dal fondo dello schieramento. Al via Michael Schumacher scattò meglio di Montoya, che però lo chiuse con decisione. Entrambi furono sopravanzati da Ralf Schumacher, che però tagliò la prima variante, imitato dal compagno di squadra. Più indietro Coulthard tamponò il suo compagno di squadra, rompendo l'alettone anteriore e scivolando nelle retrovie. Al termine del primo passaggio Ralf Schumacher si trovava in testa davanti a Montoya, Barrichello, Michael Schumacher, Räikkönen, Irvine e McNish. Barrichello mise immediatamente pressione a Montoya, che faticò a contenere l'attacco del brasiliano, mentre la Williams comunicò a Ralf Schumacher che, per via del taglio della prima variante subito dopo la partenza, avrebbe dovuto dare strada al compagno di squadra per non incorrere in penalità. Il pilota tedesco eseguì l'ordine nel corso del quinto passaggio, ma pochi attimi dopo il motore della sua Williams cedette, costringendolo al ritiro.
Nel frattempo Barrichello passò Montoya, cominciando subito a girare con un ritmo molto più veloce di quello del rivale. Una tornata più tardi anche Michael Schumacher sopravanzò il colombiano della Williams. Più indietro Panis conquistò la settima posizione ai danni di Salo, entrando in zona punti al 12º passaggio, quando McNish, autore fino a quel momento di un'ottima gara al sesto posto, dovette abbandonare la gara per un guasto ad una sospensione. Al 15º giro Massa e De la Rosa, in lotta per il dodicesimo posto, vennero a contatto: il pilota brasiliano fu ritenuto responsabile della collisione dai commissari, che gli inflissero dieci posizioni di penalità sulla griglia di partenza nel successivo Gran Premio degli Stati Uniti.
Al 19º giro Barrichello, in testa con un vantaggio di oltre sedici secondi sul compagno di squadra, rientrò ai box per la prima sosta, tornando in pista in seconda posizione. Il pilota brasiliano era tra i pochi, insieme a Panis e Heidfeld, ad avere scelto una strategia sulle due soste. Al 28º giro si fermò ai box Michael Schumacher: il pilota tedesco rientrò in pista in seconda posizione davanti a Montoya, che effettuò il proprio rifornimento nel corso del 30º passaggio. Nella stessa tornata sulla McLaren di Räikkönen cedette il motore. Tre giri più tardi anche Montoya fu costretto al ritiro per il cedimento di una sospensione. Dietro a Barrichello e Michael Schumacher vennero quindi a trovarsi Irvine, Panis, Trulli e Button. Al 37º giro Barrichello effettuò il secondo pit stop, rientrando in pista davanti al compagno di squadra. Panis si fermò per la sua seconda sosta al 41º passaggio, scendendo in sesta posizione. Negli ultimi giri i piloti della Ferrari rallentarono per effettuare un arrivo in parata: Barrichello vinse davanti a Schumacher, Irvine (che portò la Jaguar-Ford a podio per la seconda volta dopo il Gran Premio di Monaco dell'anno precedente), Trulli, Button e Panis, che negli ultimi giri resistette agli attacchi del rimontante Coulthard.

### Risultati
| Pos      | No | Pilota               | Costruttore        | Pneumatici | Giri | Tempo/Ritiro e posizione al ritiro/Media oraria | Partenza | Punti |
| -------- | -- | -------------------- | ------------------ | ---------- | ---- | ----------------------------------------------- | -------- | ----- |
| 1        | 2  | Rubens Barrichello   | Ferrari            | B          | 53   | 1h16'19"982 - 241.090 km/h                      | 4        | 10    |
| 2        | 1  | Michael Schumacher   | Ferrari            | B          | 53   | +0"255                                          | 2        | 6     |
| 3        | 16 | Eddie Irvine         | Jaguar - Ford      | M          | 53   | +52"279                                         | 5        | 4     |
| 4        | 14 | Jarno Trulli         | Renault            | M          | 53   | +58"219                                         | 11       | 3     |
| 5        | 15 | Jenson Button        | Renault            | M          | 53   | +1'07"770                                       | 17       | 2     |
| 6        | 12 | Olivier Panis        | BAR - Honda        | B          | 53   | +1'08"491                                       | 16       | 1     |
| 7        | 3  | David Coulthard      | McLaren - Mercedes | M          | 53   | +1'09"047                                       | 7        |       |
| 8        | 9  | Giancarlo Fisichella | Jordan - Honda     | B          | 53   | +1'10"891                                       | 12       |       |
| 9        | 11 | Jacques Villeneuve   | BAR - Honda        | B          | 53   | +1'21"068                                       | 9        |       |
| 10       | 7  | Nick Heidfeld        | Sauber - Petronas  | B          | 53   | +1'22"046                                       | 15       |       |
| 11       | 24 | Mika Salo            | Toyota             | M          | 52   | +1 giro                                         | 10       |       |
| 12       | 10 | Takuma Satō          | Jordan - Honda     | B          | 52   | +1 giro                                         | 18       |       |
| 13       | 22 | Alex Yoong           | Minardi - Asiatech | M          | 47   | +6 giri                                         | 20       |       |
| Ritirato | 6  | Juan Pablo Montoya   | Williams - BMW     | M          | 33   | Sospensione (3°)                                | 1        |       |
| Ritirato | 4  | Kimi Räikkönen       | McLaren - Mercedes | M          | 29   | Motore (4°)                                     | 6        |       |
| Ritirato | 23 | Mark Webber          | Minardi - Asiatech | M          | 20   | Elettronica (12°)                               | 19       |       |
| Ritirato | 8  | Felipe Massa         | Sauber - Petronas  | B          | 16   | Collisione con P.de la Rosa (12°)               | 14       |       |
| Ritirato | 17 | Pedro de la Rosa     | Jaguar - Ford      | M          | 15   | Collisione con F.Massa (12°)                    | 8        |       |
| Ritirato | 25 | Allan McNish         | Toyota             | M          | 13   | Sospensione (19°)                               | 13       |       |
| Ritirato | 5  | Ralf Schumacher      | Williams - BMW     | M          | 4    | Motore (3°)                                     | 3        |       |

## Classifiche

### Piloti
| Pos. | Pilota                | Punti |
| ---- | --------------------- | ----- |
| 1    | Michael Schumacher    | 128   |
| 2    | Rubens Barrichello    | 61    |
| 3    | Juan Pablo Montoya    | 44    |
| 4    | Ralf Schumacher       | 42    |
| 5    | David Coulthard       | 37    |
| 6    | Kimi Räikkönen        | 20    |
| 7    | Jenson Button         | 13    |
| 8    | Eddie Irvine          | 8     |
| 9    | Jarno Trulli          | 7     |
| 9    | Nick Heidfeld         | 7     |
| 9    | Giancarlo Fisichella  | 7     |
| 12   | Felipe Massa          | 4     |
| 13   | Jacques Villeneuve    | 3     |
| 13   | Olivier Panis         | 3     |
| 15   | Mark Webber           | 2     |
| 15   | Mika Salo             | 2     |
| 15   | Heinz-Harald Frentzen | 2     |

### Costruttori
| Pos. | Team               | Punti |
| ---- | ------------------ | ----- |
| 1    | Ferrari            | 189   |
| 2    | Williams - BMW     | 86    |
| 3    | McLaren - Mercedes | 57    |
| 4    | Renault            | 20    |
| 5    | Sauber - Petronas  | 11    |
| 6    | Jaguar - Ford      | 8     |
| 7    | Jordan - Honda     | 7     |
| 8    | BAR - Honda        | 6     |
| 9    | Minardi - Asiatech | 2     |
| 9    | Toyota             | 2     |
| 9    | Arrows - Cosworth  | 2     |